# Páhi (plaats)
Páhi is een plaats (község) en gemeente in het Hongaarse comitaat Bács-Kiskun. Páhi telt 1260 inwoners (2002).